# ول‌کر
ول‌کر (انگلیسی: WellCare) شرکت مراقبت سلامت آمریکایی است، که در سال ۱۹۸۵ تأسیس شد.